# Лолли, Джамбатиста
Джамбатиста Лолли (итал. Giambattista Lolli; 1698, Нонантола — 4 июня 1769) — итальянский шахматист и теоретик, представитель итальянской шахматной школы. Автор трактата «Наблюдения по теории и практике шахматной игры» (1763) — своеобразной шахматной энциклопедии, освещающей все стадии партии. Ряд окончаний, приведенных в этой книге, можно рассматривать как одни из первых европейских шахматных этюдов. Некоторые анализы Лолли в области эндшпиля не утратили своего значения и для современной шахматной теории.
Именем Лолли названы разработанное им продолжение в принятом королевском гамбите:
1. e2-e4 e7-e5 2. f2-f4 e5:f4 3. Kg1-f3 g7-g5 4. Cf1-c4 g5-g4 5. Cc4:f7+ — Гамбит Лолли,
а также один из вариантов защиты двух коней:
1. e2-e4 e7-e5 2. Kg1-f3 Кb8-c6 3. Cf1-c4 Kg8-f6 4. Kf3-g5 d7-d5 5. e4:d5 Kf6:d5 6. d2-d4 — Атака Лолли.
Также известен вариант Лолли и в Шотландской партии.

## Книги
- «Osservazioni teorico-pratiche sopra il giuoco degli scacchi», Bologna, 1763.